# Foulden Tithe Barn

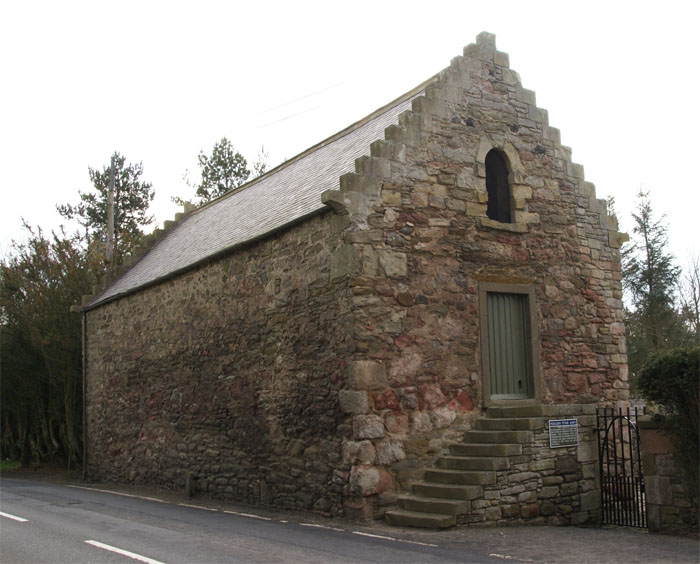
Foulden Tithe Barn, gezien vanaf de weg

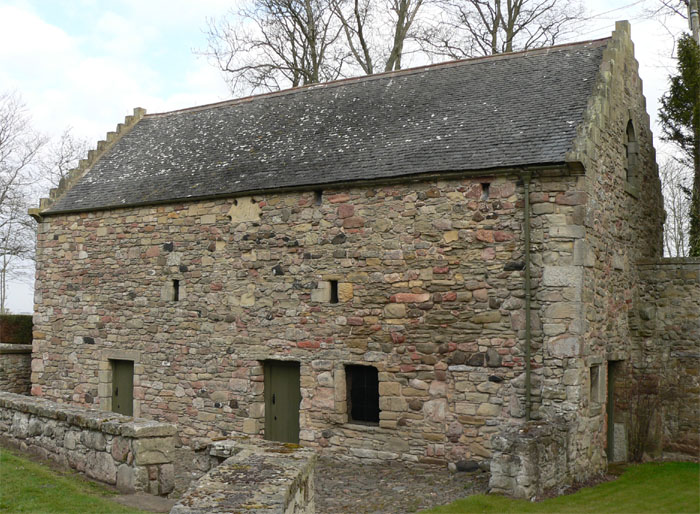
Foulden Tithe Barn, gezien vanaf de begraafplaats om de parochiekerk

De Foulden Tithe Barn is een zeventiende-eeuwse tiendschuur, gelegen in Foulden, ruim zes kilometer ten zuidoosten van Chirnside aan de A6105, in de Schotse regio Scottish Borders.

## Beschrijving
De Foulden Tithe Barn is een stenen schuur van twee verdiepingen, die gebruikt werd om het graan op te slaan, dat de boeren als belasting betaalden aan de Kerk. Aangezien dit ging om een tiende van de oogst, werd dit een tiendschuur genoemd. De tiendes waren vooral bedoeld om de priesters te onderhouden. De Foulden Tithe Barn ligt naast de parochiekerk van Foulden.
Voordat de Reformatie in 1560 in Schotland begon had waarschijnlijk elke parochiekerk een tiendschuur. In Schotland zijn er slechts nog twee tiendschuren intact overgeleverd, waarvan dit er eentje is. De schuur heeft veranderingen ondergaan in de achttiende en negentiende eeuw.

## Beheer
De Foulden Tithe Barn wordt beheerd door Historic Scotland. De schuur is niet van binnen te bezichtigen.